# Ian Thorpe
Ian James Thorpe (sinh ngày 13 tháng 10 năm 1982) là một cựu vận động viên bơi lội người Úc. Sở trường của Thorpe là bơi tự do, nhưng anh cũng thường thi đấu nội dung bơi ngửa và bơi hỗn hợp. Thorpe đã giành được 5 huy chương vàng Thế vận hội mùa hè, thành tích giúp anh, cùng với Emma McKeon, giữ kỷ lục vận động viên người Úc giành nhiều huy chương vàng Thế vận hội mùa hè nhất. Ở thế vận hội mùa hè 2000 được tổ chức ở quê nhà Sydney, Thorpe chính là vận động viên thành công nhất với 3 huy chương vàng và 2 huy chương bạc.
Ở tuổi 14, Thorpe là vận động viên nam trẻ nhất từng thi đấu cho đội bơi Úc, và chiến thắng của anh ở nội dung bơi 400m tự do ở giải Vô địch thế giới Perth 1998, giúp anh nắm giữ kỷ lục vận động viên nam trẻ nhất từng giành chức vô địch thế giới. Sau chiến thắng đó, Thorpe đã thống trị nội dung bơi 400m tự do ở các giải đấu lớn cho đến sau thế vận hội mùa hè 2004 Olympics ở Athens. Ở giải 2001 World Aquatics Championships, anh ấy trở thành người đầu tiên giành được 6 huy chương vàng ở một giải đấu vô địch thế giới.
Bên cạnh việc thiết lập 13 kỷ lục thế giới ở các nội dung cá nhân, thì Thorpe cũng rất thành công ở nội dung tiếp sức. Anh là thành viên của đội bơi tiếp sức Úc giành 2 huy chương vàng thế vận hội 2000 ở các nội dung 4x100m tự do và 4x200m tự do.
Ở thế vận hội 2004, Thorpe đã giành 2 huy chương vàng cá nhân ở các nội dung 200m tự do, 400m tự do và 1 huy chương đồng ở nội dung 100m tự do. Thành tích giúp anh là vận động viên nam duy nhất giành huy chương ở 3 nội dung 100m, 200m, 400m ở cùng một nội dung trong một kỳ thế vận hội.
Ở giải vô địch thế giới, Thorpe giành tổng cộng 11 huy chương vàng, xếp thứ 5 trong danh sách các vận động viên nam giành nhiều huy chương vàng nhất.
Sở hữu tốc độ bơi phi thương nên Thorpe được đặt biệt danh là Thorpedo (tạm dịch là Thorpe Ngư lôi), là cách chơi chữ của từ Thorpe và Torpedo. Thorpe từng 4 lần đoạt giải thưởng vận động viên bơi lội xuất sắc nhất thế giới và là vận động viên nam đầu tiên đạt tới con số này. Ngoài ra anh cũng đã đoạt giải thưởng Công dân trẻ Australia 2000.
Tháng 11 năm 2006, Thorpe tuyên bố giải nghệ lần 1. Đến năm 2011, anh có quãng thời gian ngắn trở lại thi đấu, rồi quyết định giải nghệ lần 2 vào năm 2012.

## Sự nghiệp
Thời trẻ
Thorpe sinh ra ở Sydney trong một gia đình có truyền thống chơi thể thao. Cha của Thorpe, ông Ken, thời trẻ từng là một vận động viên cricket triển vọng, từng thi đấu cho đội Bankstown District Cricket Club ở các giải cricket khu vực Sydney. Tuy nhiên do áp lực từ gia đình mà ông Ken đã quyết định giải nghệ ở tuổi 26. Mẹ củaThorpe, bà Margaret, từng chơi môn netball ở hạng A.
Mặc dù vậy Thorpe lại không chơi các môn thể thao (cricket và netball) của cha mẹ. Cả anh và người chị gái Christina sớm tập làm quen với môn bơi lội Ông bố Ken, rút kinh nghiệm từ sự nghiệp thể thao của mình, đã rất ủng hộ Thorpe.

## Thành tích nổi bật
- 5 huy chương vàng Thế vận hội mùa hè
- 11 huy chương vàng giải vô địch thế giới FINA World Aquatics Championships
- 2 huy chương vàng giải vô địch thế giới FINA World Swimming Championships (25 m)
- 9 huy chương vàng giải vô địch Pan Pacific
- 10 huy chương vàng đại hội thể thao khối Thịnh vượng chung